# Gerry Ingram
Gerry Ingram (Beverley, 19 agosto 1947) è un ex calciatore inglese, di ruolo attaccante.

## Carriera
Nella First Division 1966-1967 e nella Second Division 1967-1968 gioca con il Blackpool, ingaggiato da Stan Mortensen, dove colleziona complessive 34 presenze e 18 reti nell'arco del biennio. Passa quindi al Preston N.E., dove trascorre 2 stagioni (la 1968-1969 e la 1969-1970) in seconda divisione, segnandovi in totale 18 reti: a seguito della retrocessione maturata nella Second Division 1969-1970, nella stagione 1970-1971 gioca nel campionato di Third Division, che vince e di cui è capocannoniere con 22 reti alla pari con Dudley Roberts. Dopo complessive 40 reti in 110 partite di campionato, nell'estate del 1971 lascia il club per trasferirsi al Bradford City: rimane in squadra fino al termine della stagione 1974-1975, giocando un campionato (il 1971-1972) in terza divisione e 3 campionati consecutivi in Fourth Division. Nel 1975 gioca in prestito nella NASL con i Washington Diplomats, con cui mette a segno 7 reti in 21 presenze.
Quella a Washington è la prima esperienza negli U.S.A. di una lunga serie: gioca infatti nella NASL fino al 1980, vestendo le maglie di L.V. Quicksilvers, San Diego Sockers, Chicago Sting e California Surf, per complessive 167 presenze e 57 reti; infine, tra il 1982 ed il 1983 gioca negli Huntington Beach Tigers, nella Southern California Developmental Soccer League.

## Palmarès

### Club

#### Competizioni nazionali
- Third Division: 1

Preston North End: 1970-1971

### Individuale
- Capocannoniere della Third Division: 1

1970-1971 (22 reti)